# Мойнаки (грязелікарня)
Грязелікарня «Мойнаки» — багатопрофільний лікувальний заклад в Євпаторії, заснований у 1886 році. Знаходиться на березі озера Мойнаки. У грязелікарні діють чотири грязьових відділення (два жіночих, одне чоловіче і одне дитяче), а також ванне відділення на 80 ванн.

## Історія
Історія створення лікувального закладу почалася з того, що сторож місцевих соляних промислів Павло Платонович Пугач почав лікувати грязями від ревматизму місцевих жителів. У 1886 році євпаторійські лікарі С. І. Ходжаш і С. П. Цеценевський взяли озеро в оренду на 40 років і побудували на його березі, приватну лікарню за проектом архітектора Бернардацці. Грязелікарня складалася з двох відділень, чоловічого і жіночого. Всього в лікувальному закладі налічувалося 30 ванн і 40 ліжок для потіння. Зі збільшенням числа хворих грязелікарня поступово розширювалася і до 1905 року одночасно вміщала до 180 осіб. Працювала сезонно — з 20 травня по 20 серпня, курс лікування тривав від 3 до 4 тижнів.
Під час Другої світової війни в грязелікарні розміщувався німецький завод з ремонту танків. Окупанти вивезли з Сакського і Мойнакського озер величезну кількість лікувальної грязі. Досі вивезена грязь зберігається в Альпах, у спеціально вирубаних ваннах; підтримується її мікрофлора, робляться вичавки. У 1949—1953 роках уряд виділив близько 13 мільйонів рублів на подальше розширення і реконструкцію грязелікарні. Приведено в порядок грязьове господарство. Побудовано 36 басейнів, ємністю в 760 тонн лікувальної грязі. Укладено багато шляхів вузькоколійної залізниці.

## Сучасний стан
Зруйнована в 2011 році.

## Галерея

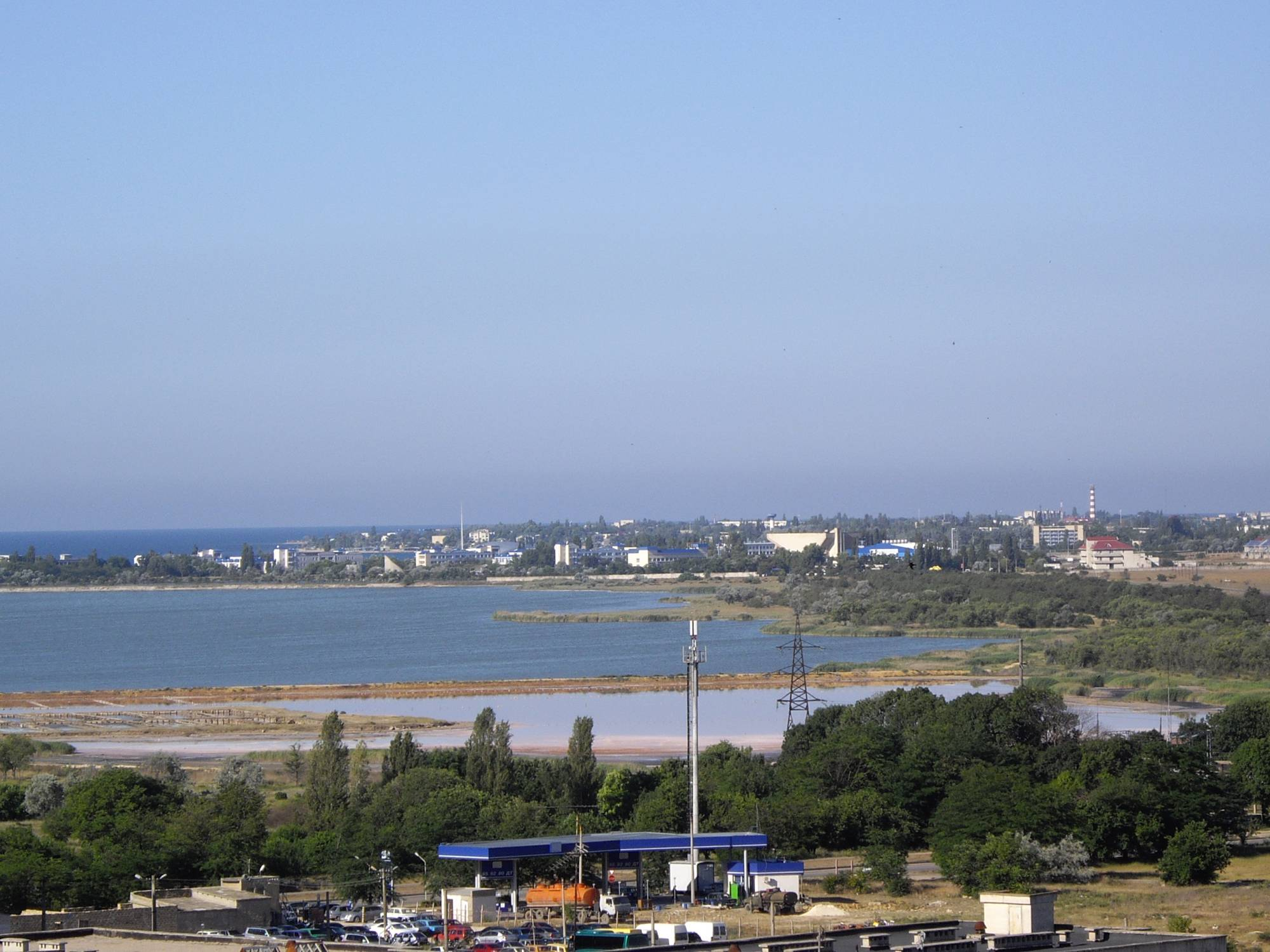
На передньому плані технологічна частина озера Мойнаки.
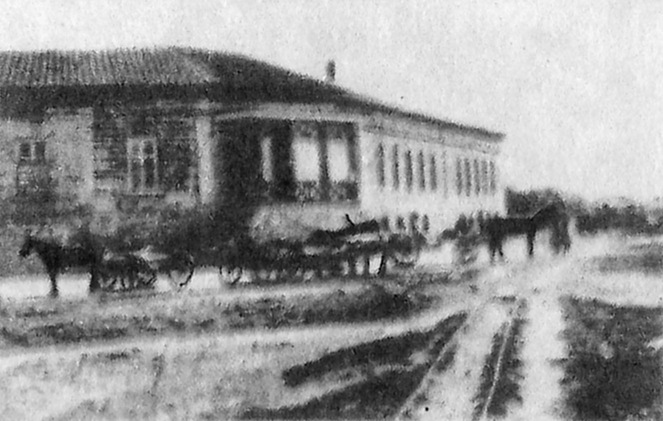
Грязелікарня «Мойнаки».
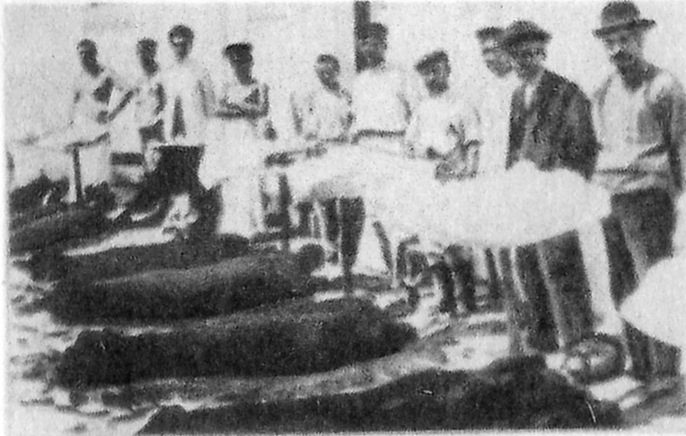
Грязелікування.
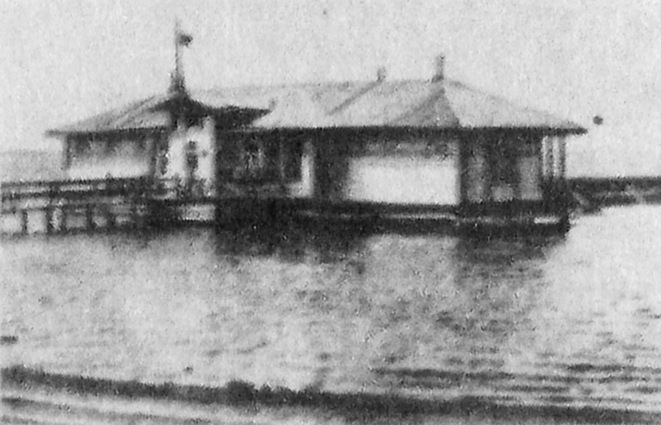
Озеро Мойнаки.
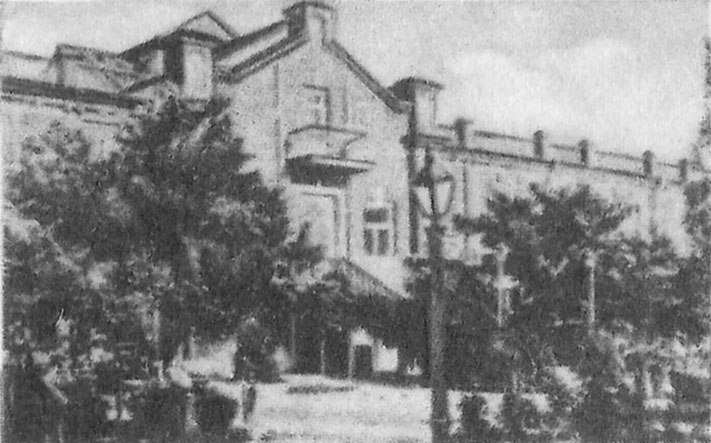
Готель «Мойнаки».